# Viçosa (microregio)
Viçosa is een van de 66 microregio's van de Braziliaanse deelstaat Minas Gerais. Zij ligt in de mesoregio Zona da Mata en grenst aan de microregio's Ponte Nova, Manhuaçu, Muriaé, Ubá, Barbacena, Conselheiro Lafaiete en Ouro Preto. De microregio heeft een oppervlakte van ca. 4.826 km². In 2006 werd het inwoneraantal geschat op 227.203.
Twintig gemeenten behoren tot deze microregio:
- Alto Rio Doce
- Amparo da Serra
- Araponga
- Brás Pires
- Cajuri
- Canaã
- Cipotânea
- Coimbra
- Ervália
- Lamim
- Paula Cândido
- Pedra do Anta
- Piranga
- Porto Firme
- Presidente Bernardes
- Rio Espera
- São Miguel do Anta
- Senhora de Oliveira
- Teixeiras
- Viçosa